# Jiří Mužík
Jiří Mužík (República Checa, 1 de septiembre de 1976) es un atleta checo retirado especializado en la prueba de 400 m vallas, en la que ha conseguido ser subcampeón europeo en 2002.

## Carrera deportiva
En el Campeonato Europeo de Atletismo de 2002 ganó la medalla de plata en los 400 m vallas, con un tiempo de 48.43 segundos, llegando a meta tras el francés Stéphane Diagana (oro con 47.58 segundos)y por delante del polaco Paweł Januszewski.